# Каменка (Новопсковский район)
Каменка (укр. Кам'янка) — село, относится к Новопсковскому району Луганской области Украины. Село основано в 1657 году. Расстояние от населённого пункта до районного центра, Новопскова, составляет 30,1 км, при движении через Т1307.
Население по переписи 2001 года составляло 1481 человек. Почтовый индекс — 92332. Телефонный код — 6463. Занимает площадь 6,03 км². Код КОАТУУ — 4423382501.

## Местный совет
92332, Луганська обл., Новопсковський р-н, с. Кам’янка, вул. Пульного, 2  (укр.)